# Польские дела
Польские дела (пол. Polskie sprawy) — польская депутатская группа в Сейме и одноимённая правоцентристская политическая партия, созданная на её основе.

## История
Депутатская группа «Польские дела» была основана 29 апреля 2021 года бывшими членами партий «Кукиз'15» и «Согласие». Лидером группы стала Агнешка Шцигай. 8 июля к группе присоединились трое депутатов Сейма, избранных от «Права и справедливости».
10 августа 2021 года была основана политическая партия, созданная на основе группы. Главой партии стал Матеуш Немец. 18 октября того же года партия получила официальную регистрацию.
22 июня 2022 года, после года в оппозиции, группа «Польские дела» присоединилось к правительственной коалиции. В тот же день лидер группы Агнешка Щцигай была назначена членом Совета министров.
На парламентских выборах 2023 года члены партии баллотировались по спискам партии «Право и справедливость». В Сейм X созыва была избрана только Агнешка Щцигай.

## Идеология
По состоянию на 2022 год партия не имеет определённой идеологии. Члены партии в основном поддерживают идеи консервативного либерализма.